# Бой под Миньском-Мазовецким
Бой под Миньском-Мазовецким (польск. Bitwa pod Mińskiem Mazowieckim) — одно из сражений польской кампании вермахта, состоявшееся 13 сентября 1939 года близ Миньска-Мазовецкого. Польские войска должны были задержать наступление немцев, направиться на восток к Калушину, а затем присоединиться к армии «Модлин». 
12 сентября генерал-майор Юлиуш Руммель создал кавалерийскую группу под командованием генерала Владислава Андерса, состоящую из Новогрудской кавалерийской бригады, Волынской кавалерийской бригады и остатков Пограничной кавалерийской бригады. В тот же день Оперативная группа под командованием генерала Андерса получила приказ атаковать Миньск-Мазовецки и Калушин и в то же время защищать переправу через реку Вислу к югу от столицы.

## Ход боя
Выполняя приказ командарма, генерал Андерс приказал: Волыньской бригаде усиленный двумя пехотными батальонами, атаковать Миньск-Мазовецкий. Новогрудская кавалерийская бригада под командованием полковника Казимира Желиславского должна была обойти Минск-Мазовецкий с юга и направиться на южное крыло противника.
2-я оперативная группа кавалерии Войска Польского, возглавляемая генералом Владиславом Андерсом, 13 сентября вступила в бой с силами 11-й пехотной дивизии 3-й немецкой полевой армии близ Миньска-Мазовецкого, которая окружала Варшаву с востока. 
Первоначально действия польских войск были довольно успешными. На южном крыле группировки действовал 91-й танковый дивизион, который вместе с отрядом велосипедистов бригады проводил разведку от Колбеля до Сенницы. Атака дивизиона вызвала замешательство немецко пехотного взвода. Немцы потеряли бронемашину и грузовик. Потери 91-го дивизиона составили 2 танкетки. Атаку дивизиона поддержал 25-й уланский полк, который выбил немцев из района деревни Гжебовилк и Сенницы. Действия танкового дивизиона облегчил проход Новогрудской бригады в район Гарволина.
27-й уланский полк, действовавший на левом крыле Новогрудской кавалерийской бригады, атаковал в сторону Буд Барчацких, Тыборова и Калушина. Атаки были остановлены сильным немецким огнем. Противник отступил, но через некоторое время открыл сильный артиллерийский огонь по польским позициям. Затем немцы предприняли контратаку, которая была отражена пулеметами и артиллерией 27-го полка, что заставило противника отойти на исходные позиции.
Волынская кавалерийская бригада предприняла атаку эскадроном 12-го уланского полка на Цыганку, но, несмотря на первоначальный захват района, немцы отбили атаку. В районе Хощовки в атаку пошли 12-й, 19-й и 21-й кавалерийские полки. 
Немцев удалось оттеснить, однако последующая контратака немцев свела на нет все успехи польских войск. В 17:00 Руммель отправил приказ Андерсу вывести опергруппу из боя и идти на соединение с армией «Модлин».